# あぶない少年
『あぶない少年』（あぶないしょうねん）は、1987年から1989年までテレビ東京系列局で放送されていた、光GENJIなどが出演していたテレビドラマシリーズである。テレビ東京とオフィス・ヘンミの共同製作。

## 概要
パートIからIIIまであり、いずれもジャニーズ事務所（現：SMILE-UP.）所属タレントと女性アイドルたちが出演していた。I・IIでは光GENJIが、IIIではSMAPが主演を務めていた。また、3作ともに光GENJIの「ほのかに甘くHOLIDAY」を主題歌に使用していた。
ドラマ本編の途中には、主演メンバーとゲストによるバラエティコーナーがあった。番組の最後には、視聴者に向けて以下の注意喚起を行っていた（Iではテロップ形式で、II・IIIでは主要メンバーによるボード掲出形式）。
- I・II - 「ローラースケートで公道を走らないでください」
- III - 「ローラースケート・スケートボードで公道を走らないでください」

## あぶない少年（第1作）
1987年10月7日から同年12月30日まで、毎週水曜 19:00 - 19:54 （日本標準時、以下同）に放送。全12話。
ローラーゲームに青春をかける少年たちを描いている。ロケは東京サマーランドで行われていた。
本作の脚本は全て葉村彰子が担当しており、第2作では原案扱いでクレジットされている。

### 出演者
- 光GENJI - 初主演。
- 大西結花
- 奈良富士子
- 石倉三郎
- 浅野愛子
- 大沢秀高
- 真弓倫子
- 田中律子
- 千葉美加
- 高沢順子
- 吉中六
- 小泉博
- 小松方正
- 早坂拓也
- 奈美悦子
- 黒沢年男

### スペシャル版
- あぶない少年番外編（1987年）

## 光GENJI青春ドラマ あぶない少年II
1988年1月6日から同年9月28日まで、毎週水曜 19:00 - 19:54 に放送。
コンセプトを一新し、学園シチュエーションコメディ色を強めた。教師には野菜の名前のあだ名が付けられていた。
番組内コーナーとして「光GENJI特別編集」があった。

### 出演者
- 光GENJI
- 大西結花
- 真弓倫子
- うしろ髪ひかれ隊
  - 生稲晃子
  - 工藤静香
  - 斉藤満喜子
- 鶴田真由
- 田中律子
- 森口博子
- 千葉美加
- 黒沢年男
- 石倉三郎
- 奈美悦子
- 塩沢とき
- 菅井きん
- 浜田光夫
- 早坂あきよ
- 岡本佳保里
- 野沢直子
- 奈良富士子
- 渡辺ともこ

### スペシャル版
- あぶない少年1周年（1988年）

### スタッフ
- 企画：逸見稔
- 原案：葉村彰子
- 脚本：玉井洌、秋場由美
- 演出：古田辰郎、橋山厚志（テレビ東京）、竹内一夫
- プロデューサー：沼部俊夫（テレビ東京）、小松健容
- 音楽：近藤浩章
- 技術：石川清一
- カメラ：高田裕、和田正吾
- VE：宇津野裕行、対馬弘美
- VTR：佐藤雅浩
- 照明：永瀬政行
- 音声：内海克己
- 選曲効果：関根正治
- 編集：羽鳥能史
- 美術制作：判田浩
- 装置：石井直登
- 装飾：大松仁
- メイク：細田真由美
- スタイリスト：堀田登志子
- 広報：村嶋隆子（テレビ東京）
- 制作デスク：岡崎道徳
- プロデューサー補：北中美行
- 演出補：高橋丈治、田淵俊彦（テレビ東京）、鹿野裕昭
- TK：高橋理奈子
- 撮影協力：湘南動物プロダクション、劇団日本児童
- 技術協力：東通
- 協力：ジャニーズ事務所
- 製作：テレビ東京、オフィス・ヘンミ

## あぶない少年III
1988年10月12日から1989年3月29日まで放送。全23話。
当時未開局だったテレビ北海道とTVQ九州放送では同時ネットされなかったが、テレビ北海道は開局後、1990年の夏休み期間中と冬休み期間中に本作の集中放送を行っていた。福岡ではテレビ西日本で17:00-18:00枠で、三作品とも遅れ放送。

### 出演者
- SMAP
- 赤坂晃（光GENJI）
- 佐藤敦啓（光GENJI）
- ホンジャマカ―(恵俊彰、石塚英彦)
- 平家派
- 観月ありさ
- 千堂あきほ
- ほか

## 放送局
あぶない少年
- テレビ東京：水曜 19:00 - 19:54
- テレビ愛知：水曜 19:00 - 19:54
- テレビ大阪：水曜 19:00 - 19:54
- テレビせとうち：水曜 19:00 - 19:54
- 東北放送：金曜 17:04 - 18:00
- 北海道文化放送：月曜 - 金曜 16:30 - 17:30（1988年に放送）

光GENJI青春ドラマ あぶない少年II
- テレビ東京：水曜 19:00 - 19:54
- テレビ愛知：水曜 19:00 - 19:54
- テレビ大阪：水曜 19:00 - 19:54
- テレビせとうち：水曜 19:00 - 19:54
- 富山テレビ：月曜 - 金曜 17:00 - 18:00（1989年に放送）[1]